# Maipo-Insel
Die Maipo-Insel (spanisch Isla Maipo, im Vereinigten Königreich Buls Island) ist eine niedrige und verschneite Insel im Palmer-Archipel vor der Westküste der Antarktischen Halbinsel. Sie liegt in der Einfahrt zur Buls-Bucht im Osten der Brabant-Insel.
Teilnehmer der Belgica-Expedition (1897–1899) unter der Leitung des belgischen Polarforschers Adrien de Gerlache de Gomery nahmen eine erste grobe Kartierung vor. Teilnehmer der 2. Chilenischen Antarktisexpedition (1947–1948) benannten sie nach dem Tanker Maipo, einem der Schiffe chilenischer Forschungsfahrten in die Antarktis in den 1940er und 1950er Jahren. Namensgeber der britischen Benennung ist die gleichnamige Bucht. Deren Namensgeber ist Karel Buls (1837–1914), Bürgermeister von Brüssel und Unterstützer der Forschungsreise de Gerlaches.